# Sociedad de Servicio Social Misionero
La Sociedad de Servicio Social Misionero (en italiano: Società di Servizio Sociale Missionario) es una sociedad de vida apostólica femenina de derecho pontificio, fundada en 1946, en Palermo (Italia), por el cardenal Ernesto Ruffini. Las mujeres miembros de esta sociedad son conocidas como hermanas del servicio social o asistentes misioneras.

## Historia
El cardenal italiano Ernesto Ruffini fundó en 1946 la sociedad de las Voluntarias de la Caridad, con el fin de desarrollar una pastoral en medio de las familias necesitadas, en la ciudad de Palermo (Sicilia). Inicialmente, las asociadas no hacían vida en común, por lo que su estilo era como el de los modernos institutos seculares, y como tal, recibió la aprobación diocesana en 1954, con el nombre de Asistentes Sociales Misioneras.
El 31 de mayo de 1965 el instituto recibió la aprobación pontificia como instituto secular, sin embargo, al año siguiente, cambiaron de estatutos y se convirtieron en una sociedad de vida apostólica, tomando el nombre actual.

## Organización
La Sociedad de Servicio Social Misionero es una sociedad de vida apostólica de derecho pontificio centralizada, cuyo gobierno recae en la superiora general. A ella, le coadyuva su consejo, elegido para un periodo de seis años. La sede general se encuentra en Roma.
Las asistentes sociales se dedican a diversas actividades pastorales sociales, centros educativos, de reinserción y de acogida. Las miembros no son religiosas, sino una sociedad de vida común, por lo tanto no hacen votos, sino una promesa o consagración perpetua o temporal, con la que se empeñan a la observancia de los consejos evangélicos. La espiritualidad de la sociedad se basa en el magisterio del cardenal Ruffini, su fundador, centrada en el apostolado social, tomando como modelo la parábola del buen samaritano.
En 2015, la sociedad contaba con unas 52 asociadas y 10 casas, presentes en Argentina, España e Italia.